# Porsche (traktor)
Podjetje Porsche je kot Porsche-Diesel Motorenbau GmbH v Friedrichshafnu v nemčiji proizvajalo v 50tih in začetku 60tih let traktorje.

## Zgodovina
Ferdinand Porsche je bil na pobudo Adolfa Hitlerja od nemške stranke Deutsche Arbeitsfront poblaščen za razvoj majhnega kmetijskega traktorja, kateri naj bi kot tako imenovani ljudski traktor (nem. Volkstraktor) motoriziral kmetijstvo, vsporedno z volgswagnom, kateri je omogočil  masovno motorizacijo prebivalstva. Poganjal naj bi ga dvovaljni zračno hlajeni motor z 11 KM, katerega bi uporabljali na manjših in srednjih posestvih, Izdelovali bi ga v novi traktorski tovarni v Waldbrölu, rojstnem kraju Roberta Leiya, kot masovni izdelek. Zaradi vojne do serijske proizvodnje ni prišlo, ampak so izdelali le nekaj poskusnih traktorjev.
Porsche traktorji so nastali iz nadaljnjega razvoja predvojnih poskusov ljudskega traktorja, leta 1950 so najprej skupaj s podjetjem Allgaier Werke GmbH v Uhingu izdelovali traktorje, od leta 1956 z Manesmanovo družbo v Friedrichshafenu, in leta 1962 je bila proizvodnja traktorjev združena s podjetjem MAN, še v istem letu je Porsche prodal proizvodnjo traktorjev podjetju Renault, katero je leta 1963 končalo s proizvodnjo traktorjev.

## Modeli

### Einovaljni
- P 111 L/P 111 K z 9 kW (12 KM)
- Junior 4 10 kW (14 KM)
- Junior 108 K/Junior 108 KH z 10 kW (14 KM)
- Junior 108 L/Junior 108 LH z 10 kW (14 KM)
- Junior 108 S z 10 kW (14 KM)
- Junior 108 V z 10 kW (14 KM)
- Junior 109 G (V), LH, KH, S z 11 kW (15 KM)

### Dvovaljni
- AP 16 z 12 kW (16(18) KM)
- AP 17 z 18 KM
- AP 18 z 13 kW (18 KM)
- Porsche AP22 z 16 kW (22 KM)
- P 122 z 16 kW (22 KM)
- Standard AP z 15 kW (20 KM)
- Standard AP z 16 kW (22 KM)
- Standard AP/S z 16 kW (22 KM)
- Standard N 208 z 18 kW (25 KM)
- Standard H 218 z 18 kW (25 KM)
- Standard V 218 z 18 kW (25 KM)
- Standard U 218 z 16 kW (22 KM)
- Standard S 218 z 18 kW (25 KM)
- Standard T 217 z 15 kW (20 KM)
- Standard Star 238 z 19 kW (26 KM)
- Standard Star 219 z 22 kW (30 KM)

### Trovaljni
- A 133 (33 KM)
- P 133 (33 KM)
- Super N 308 z 28 kW (38 KM)
- Super L 308 z 28 kW (38 KM)
- Super S 308 z 28 kW (38 KM)
- Super B 308 z 28 kW (38 KM)
- Super F 308 z 29 KW (40 KM)
- Super N 309 z 29 kW (40 KM)
- Super S 309 z 29 kW (40 KM)
- Super B 309 z 29 kW (40 KM)
- Super L 318 z 29 kW (40 KM)
- Super L 319 z 29 kW (40 KM)
- Super Export 329 z 26 kW (35 KM)
- Super 339 z 22 kW (30 KM)

### Štirivaljni
- P 144 mit 32 kW (44 PS)
- Master 408 z 37 kW (50 KM)
- Master 418 z 37 kW (50 KM)
- Master 409 z 37 kW (50 KM)
- Master 419 z 37 kW (50 KM)
- Master 429 z 37 kW (50 KM)